# Kanisjåkka
Kanisjåkka (Samisch: Ganesjohka) is een beek, die stroomt in de Zweedse  gemeente Kiruna. De rivier ontstaat op de noordwestelijke hellingen van de berg Kanisberg en ontwatert ook het Kanismeer. De rivier stroomt naar het noordoosten en levert vormt samen met de Tjuollurivier de Suvirivier.
Afwatering: Kanisjåkka → Suvirivier →  Könkämärivier →  Muonio → Torne → Botnische Golf